# Hermandad de San Benito (Sevilla)
La Hermandad de San Benito de Sevilla, es una archicofradía católica de Sevilla, Andalucía, España, con sede en la iglesia de San Benito en la avenida Luis Montoto.
Su nombre completo es Hermandad del Santísimo Sacramento, Pontificia y Real Archicofradía de Nazarenos de la Sagrada Presentación de Jesús al Pueblo, Santísimo Cristo de la Sangre, Nuestra Señora de la Encarnación Coronada y San Benito Abad. Realiza una procesión anual el Martes Santo. El cortejo consta de 3 pasos. En el primero se representa la escena de la "Presentación de Jesús al Pueblo" obra del escultor Antonio Castillo Lastrucci, el segundo porta la imagen del crucificado Cristo de la Sangre tallada por Francisco Buiza y el tercero la Virgen de la Encarnación bajo palio, imagen de cronología incierta que según las últimas investigaciones data de finales del siglo XVII o principios del siglo XVIII.

## Historia
Las primeras reglas fueron aprobadas el 18 de julio de 1554 por el arzobispo de Sevilla Fernando de Valdés y Salas, tomando la agrupación por nombre Hermandad del Santísimo Cristo de la Sangre y Nuestra Señora de la Encarnación, siendo su sede el monasterio de Nuestra Señora de la Victoria, en el barrio de Triana. La mayor parte de sus hermanos eran carpinteros de ribera y trabajadores del puerto.
La hermandad realizaba originalmente una estación de penitencia a la iglesia de Santa Ana en la tarde del Jueves Santo, con la imagen del Cristo de la Sangre. A partir del año 1634 cambió al Viernes Santo e incorporó la imagen de la Virgen de la Encarnación. En la Semana Santa del año 1845 realizó por primera vez la procesión hasta la catedral de Sevilla, cruzando el río Guadalquivir mediante un puente de barcas que unía por entonces dicho barrio con el centro de la ciudad.
La cofradía se extinguió tras la Revolución de 1868. El Crucificado original, Cristo de la Sangre, fue tallado por Francisco Vega y policromado por Francisco Jiménez en 1553. En 1868 el Crucificado pasó a la iglesia de Nuestra Señora de la Purificación de Manzanilla. Se perdió en el incendio de esa iglesia en 1936, provocado por grupos anticlericales. La imagen de la Virgen de la Encarnación fue llevada a la iglesia de San Benito en 1875, donde en 1894 se fundó la Hermandad de Jesús de las Tres Caídas y la Hermandad del Mayor Dolor y Traspaso, con esta imagen de la Virgen.
La antigua hermandad fue reorganizada en 1921 en la iglesia de San Benito.
En 1998 la hermandad entregó a la Policía Nacional el título de hermano honorario.

## Titulares

### Sagrada Presentación de Jesús al Pueblo

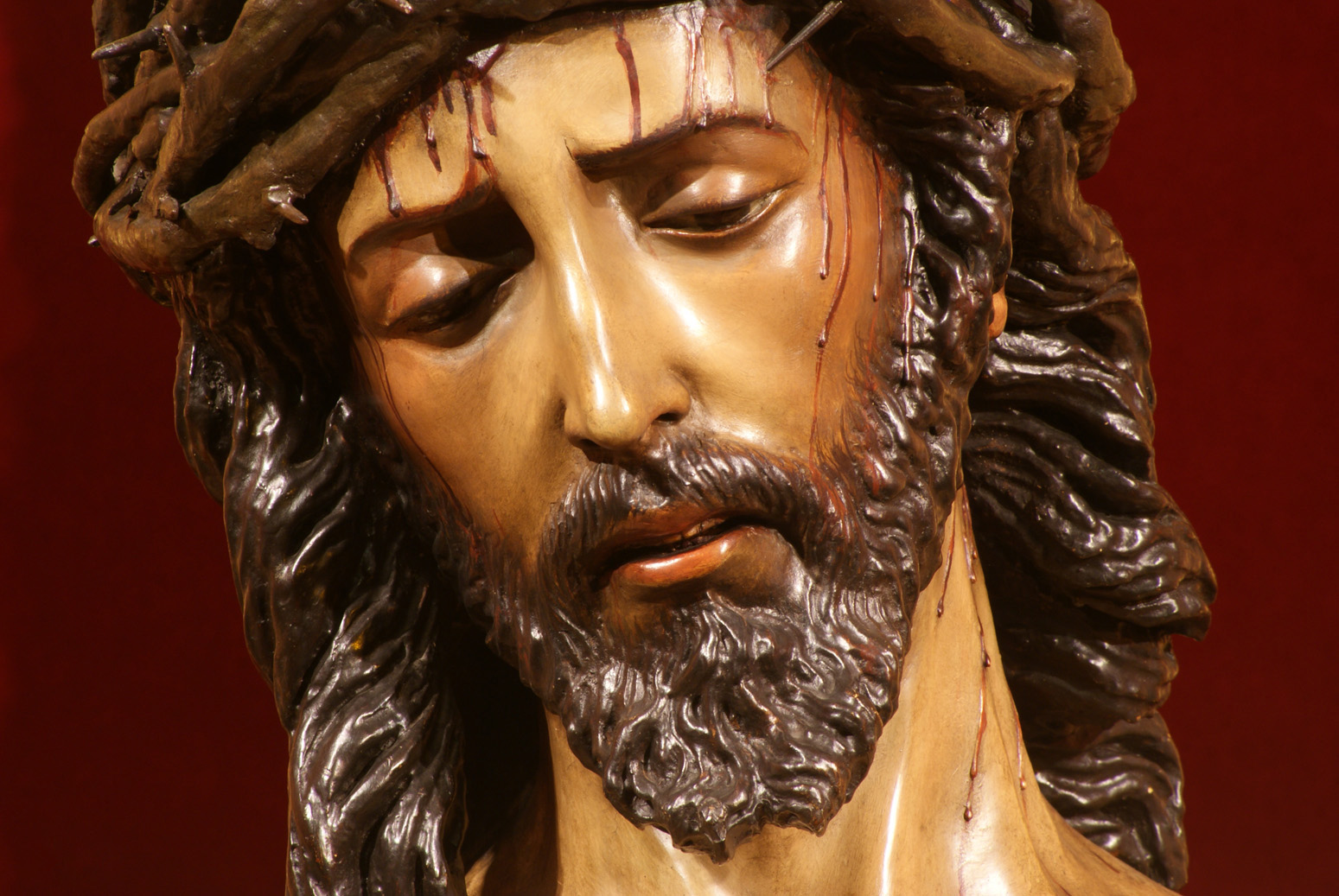
Jesús de la Presentación al Pueblo.

Representa a Jesús arrestado, maniatado y vestido con túnica púrpura abierta hasta la cintura, presentado al pueblo. Le acompañan en el paso de misterio Poncio Pilatos, Claudia Prócula y sirvienta, un esclavo negro, un sacerdote judío y dos romanos. Todas las imágenes de este misterio fueron realizadas por Antonio Castillo Lastrucci en 1928.
Jesús viste túnica de terciopelo granate bordada en oro por Carrasquilla en 1965. Luce potencias de oro, platino y pedrería repujadas por Manuel de los Ríos Navarro en 1992.
Acompaña la Agrupación Musical Nuestra Señora de la Encarnación, perteneciente a su propia hermandad.

### Cristo de la Sangre

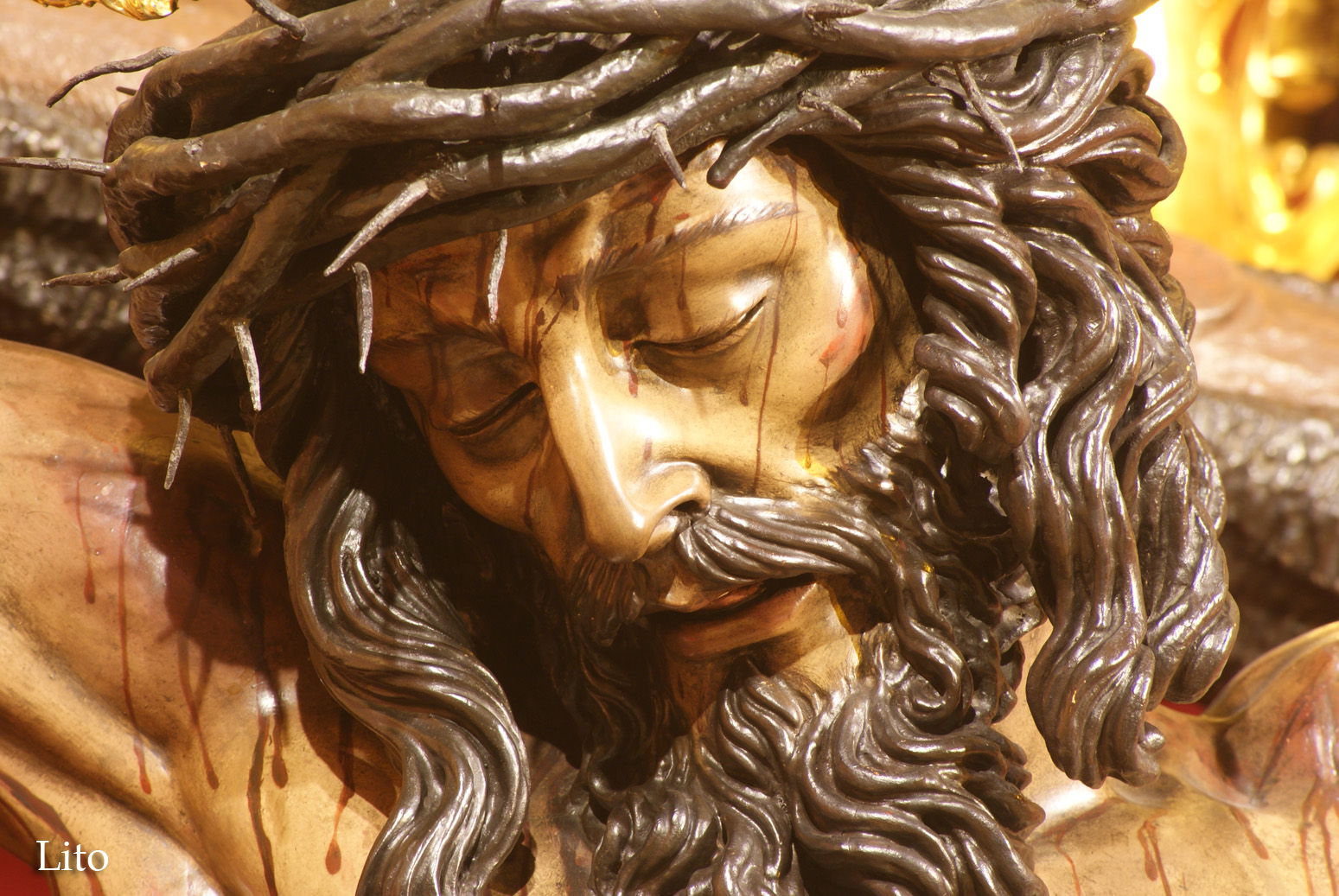
Cristo de la Sangre.

El crucificado fue realizado por Francisco Buiza Fernández en 1966. Posee unas potencias de plata sobredorada labradas por Jesús Domínguez en 1966.
Acompaña la Banda de Cornetas y Tambores Santísimo Cristo de la Sangre, de la propia hermandad.

### Virgen de la Encarnación

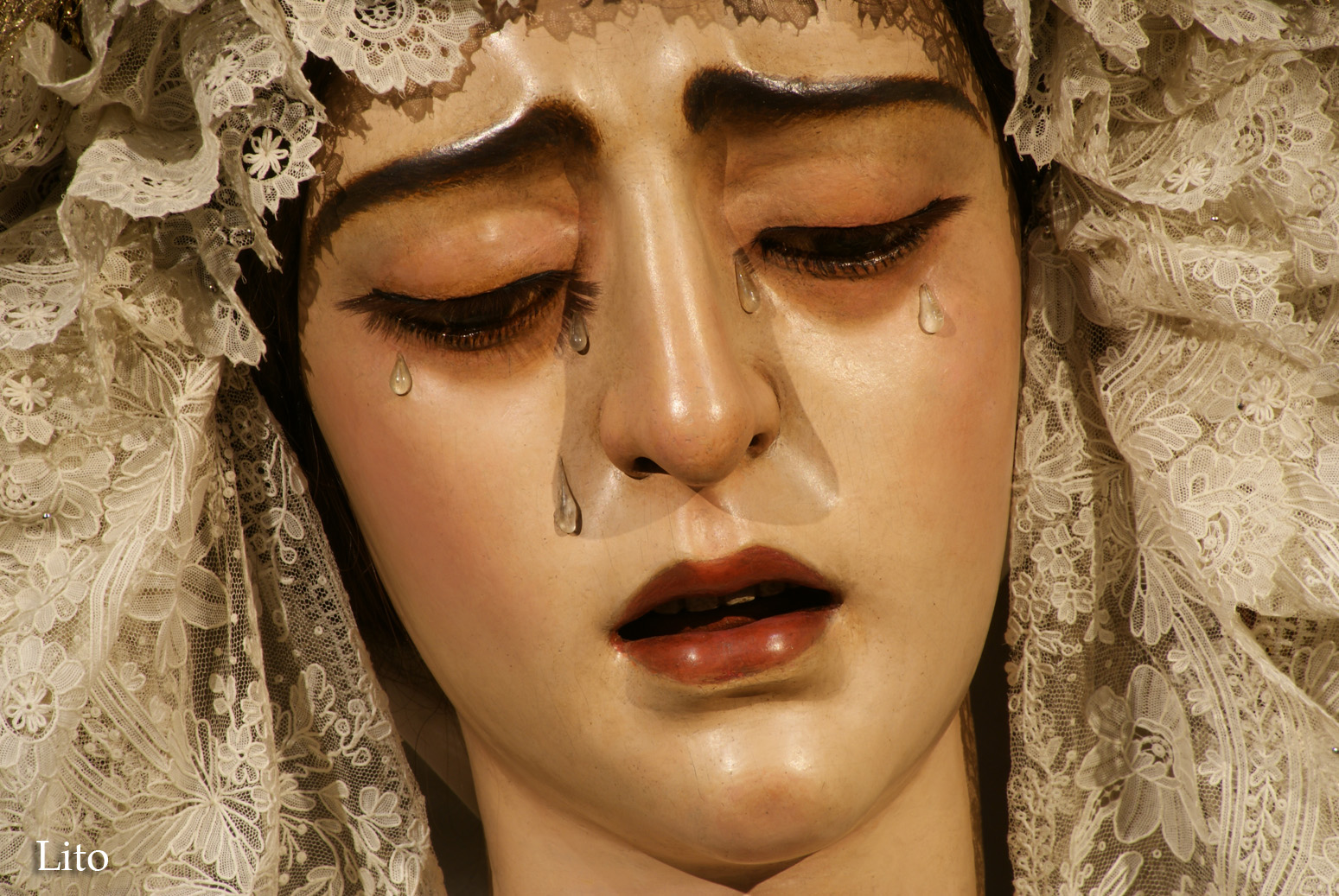
Virgen de la Encarnación

La Virgen de la Encarnación es de autor anónimo, en madera de cedro y datada de entre finales del siglo XVII y principios del XVIII. Recibió la Medalla de Oro de la Ciudad y fue coronada canónicamente por el arzobispo Carlos Amigo Vallejo en 1994.
Viste saya de terciopelo azul bordada en oro por Fernández y Enríquez en 1990 y manto de terciopelo burdeos bordado en oro por los mismos autores en 1989. Toca de sobremanto en malla de oro, obra de Carrasquilla en 1980. Sobre sus sienes luce corona de oro labrada por Fernando Marmolejo en 1971. En su pecho lleva un puñal de oro obra de Manuel de los Ríos en 1993.

## Orden de paso por la carrera oficial
| Predecesor: El Cerro | Orden de entrada en la carrera oficial (Martes Santo) 2º lugar | Sucesor: El Dulce Nombre |